# Dorota Bukowska (naukowiec)
Dorota Urszula Bukowska – polska lekarz weterynarii, doktor habilitowany nauk weterynaryjnych, profesor na Uniwersytecie Mikołaja Kopernika w Toruniu, specjalistka od profilaktyki weterynaryjnej.

## Kariera naukowa
W 1987 roku na Uniwersytecie Warmińsko-Mazurskim w Olsztynie uzyskała tytuł lekarza weterynarii. W tym samym roku została zatrudniona na tejże uczelni. W 1996 roku na Akademii Rolniczo-Technicznej w Olsztynie  uzyskała stopień doktora nauk weterynaryjnych na podstawie rozprawy pt. Wpływ sezonu wykotu na wskaźniki kliniczne i laboratoryjne maciorek merynosa polskiego oraz ich potomstwa pochodzącego z krzyżowań towarowych, której promotorem był Stanisław Winnicki. W 2015 roku na Wydziale Medycyny Weterynaryjnej Uniwersytetu Przyrodniczego we Wrocławiu uzyskała stopień doktora habilitowanego nauk weterynaryjnych na podstawie pracy pt. Zależność pomiędzy różnymi fazami cyklu rujowego, okresem okołoimplantacyjnym i ropnym zapaleniem macicy a ekspresją wybranych genów błony śluzowej macicy u suk. W 2017 roku zakończyła pracę na poznańskim uniwersytecie. W tym samym roku została zatrudniona na Uniwersytecie Mikołaja Kopernika w Toruniu.